# Marihn
Koordinaten: 53° 32′ N, 13° 0′ O

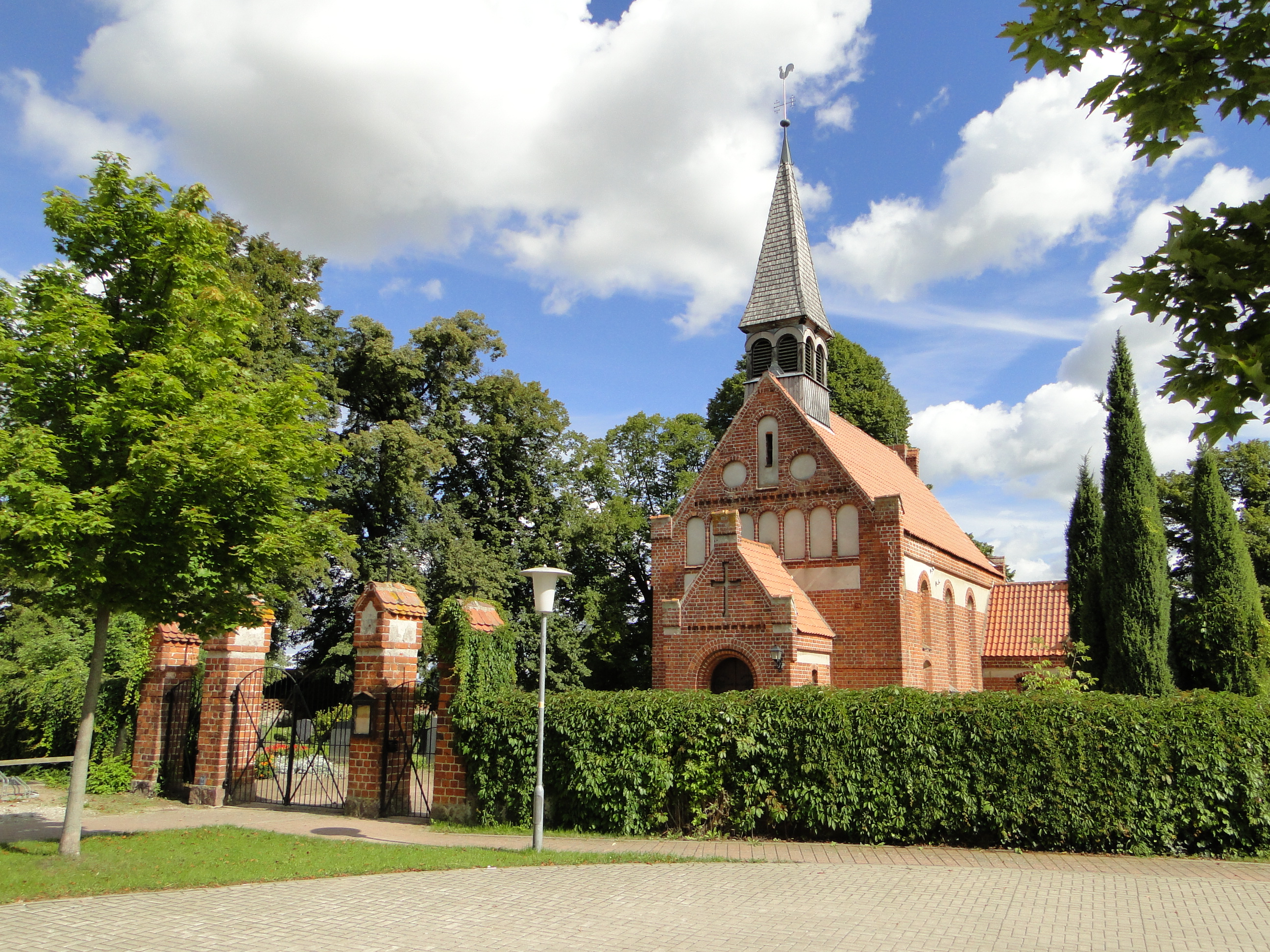
Kirche in Marihn

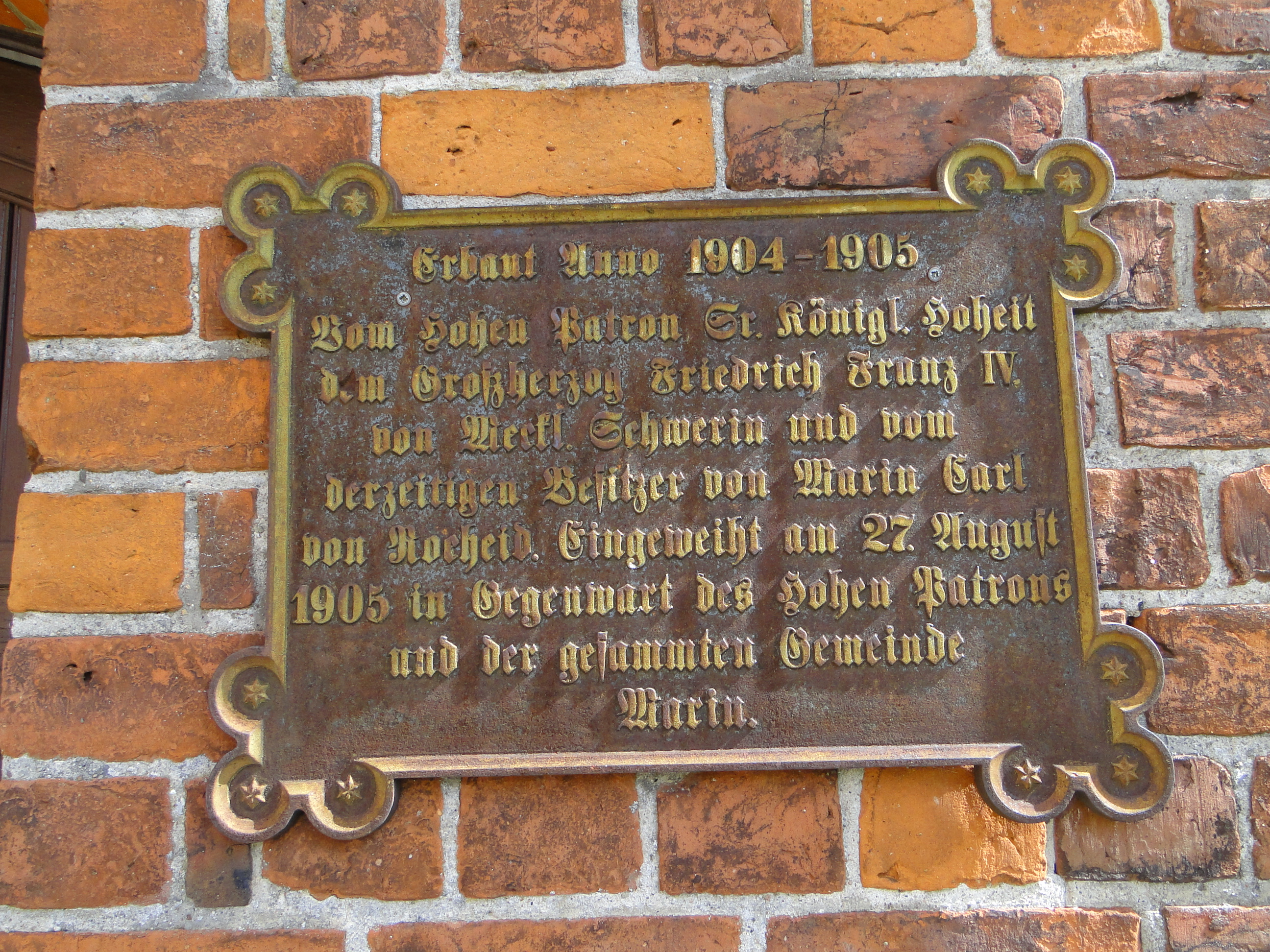
Tafel an der Kirche

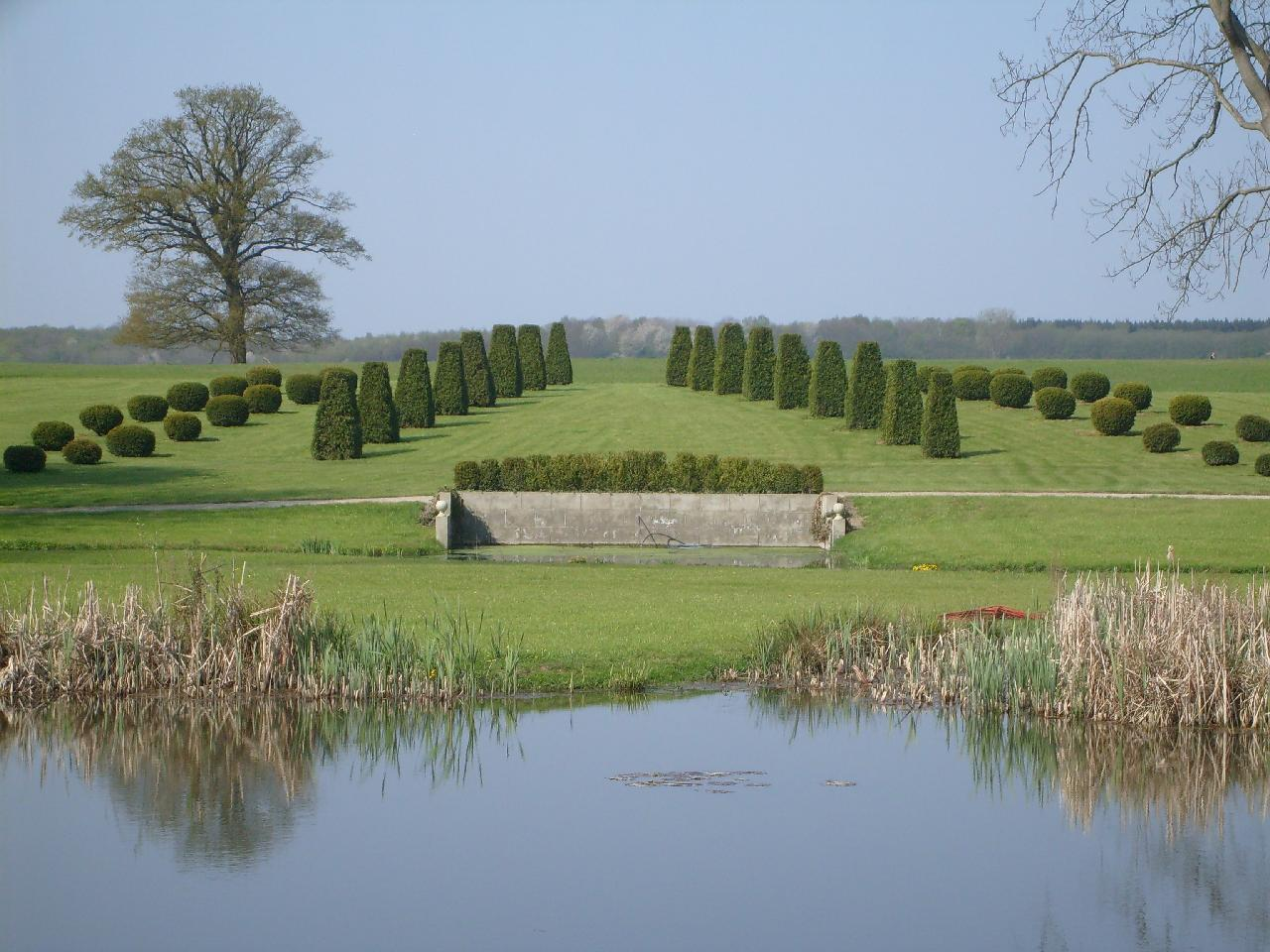
Garten von Marihn

Marihn ist ein Ortsteil der Stadt Penzlin im Landkreis Mecklenburgische Seenplatte in Mecklenburg-Vorpommern (Deutschland).
In der bis zum 7. Juni 2009 selbständigen Gemeinde Marihn lebten 259 Einwohner (31. Dezember 2007) auf 7,86 km².

## Geografie
Marihn liegt sieben Kilometer westlich des Stadtkerns von Penzlin. Der Ortskern befindet sich ca. 500 Meter nördlich der Bundesstraße 192. Die Gemeinde ist ortstypisch landwirtschaftlich geprägt. 

## Geschichte
Das Dorf Marihn wurde im Jahr 1304 erstmals urkundlich erwähnt. Das am nördlichen Ende der Dorfstraße befindliche Herrenhaus wurde um 1890 erbaut, die dazugehörige Parkanlage ist erhalten. Das Gut befand sich früher unter anderem im Besitz der Familien Marin und von Holstein. Reste des ehemaligen Gutshofes sind durch das Wirtschaftshaus, Stall- und Getreidespeicher und Pferdestall erkennbar. Ende der 1920er Jahre nannte der Rittmeister d. R. Colin von Rocheid als Gutsbesitzer auf Marihn 763 ha sein Eigen. Hauptsächlich wurde Rindvieh- und Schafswirtschaft betrieben. Unterstützung fand der Landwirt in Verwalter Dube. Eine Streusiedlung mit neun Hofstellen entstand im Straßenverlauf in den 1930er Jahren.  
Die Marihner Kirche wurde 1904/05 erbaut, die Friedhofsmauer ist gut erhalten. 
Als erste Gemeinde Ostdeutschlands wurde Marihn am 8. Dezember 2007 in Anerkennung für ihr gesundes, lebensfreundliches und regionaltypisches Lebensumfeld mit dem Prädikat „Cittaslow – lebenswerte Stadt“ ausgezeichnet.

## Sehenswürdigkeiten
In Marihn befindet sich der erste in Deutschland angelegte Rosengarten des englischen Rosenzüchters David Austin. Mehrere Rosen-, Obst- und Kräutergärten  gehören zum 13 Hektar großen "Garten von Marihn". In den Rosengärten wurden seit 2008 rund 10.000 englische Rosen gepflanzt. Der Garten von Marihn war ein Außenstandort der Bundesgartenschau 2009 in Schwerin.

## Persönlichkeiten

### Söhne und Töchter des Ortes
- Friedrich von Graevenitz (1790–1870), Forstmeister